# 29 août dans les chemins de fer
29 juillet 29 septembre
Chronologies thématiques
- Croisades
- Sports
- Disney

Cette page concerne les événements qui se sont déroulés un 29 août dans les chemins de fer.

## Événements

### XXesiècle
- 1907. Canada : Après quatre années de construction, le pont de Québec s'effondre dans le fleuve Saint-Laurent en à peine 15 secondes. 75 travailleurs sont tués.
- 1920. France : le gouvernement impose à toutes les compagnies de chemins de fer d'alimenter leurs lignes électrifiées en courant continu à la tension de 1500 V. La Compagnie du Midi est contrainte de convertir ses lignes déjà électrifiées en monophasé 12 kV 16 2/3 Hz, à l'exception de la ligne Perpignan - Villefranche dont l'alimentation monophasée sera abandonnée le 23 mai 1971. Elle sera réélectrifiée en 1,5 kV continu en 1984.
- 1994. France : Ouverture, sur le  , du tronçon Cergy - Saint-Christophe à Cergy - Le Haut.
- 2005. France : Fermeture (temporaire) de la ligne de Bourg-en-Bresse à Oyonnax (ligne du Haut-Bugey et ligne des Hirondelles)